# Planty
Planty est une commune française, située dans le département de l'Aube en région Grand Est.

## Géographie
| Pouy-sur-Vannes | Marcilly-le-Hayer       |                     |
| Bagneaux Yonne  | Planty                  | Aix-Villemaur-Palis |
| Vulaines Yonne  | Saint-Benoist-sur-Vanne | Paisy-Cosdon        |

Le cadastre de 1831 cite au territoire : la Folie, la Forêt, la Grande-Borne, les Lateux, la Pâquellerie, la pierre-à-Colin, la Pierre-Parlante, Rougemont.

### Hydrographie
La commune est dans la région hydrographique « la Seine de sa source au confluent de l'Oise (exclu) » au sein du bassin Seine-Normandie. Elle n'est drainée par aucun cours d'eau,.

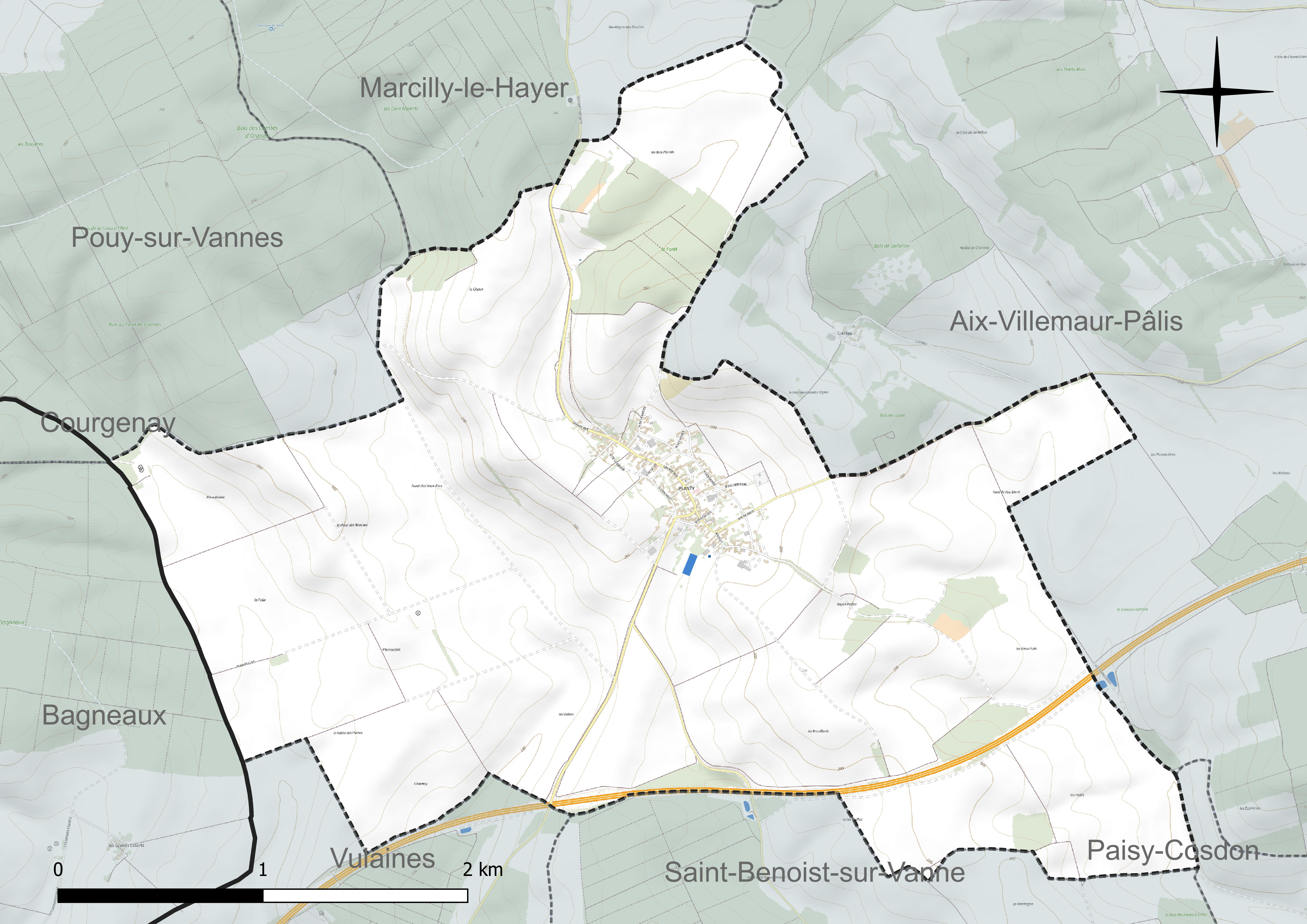
Réseau hydrographique de Planty.

### Climat
Pour des articles plus généraux, voir Climat du Grand Est et Climat de l'Aube.
En 2010, le climat de la commune est de type climat océanique dégradé des plaines du Centre et du Nord, selon une étude du Centre national de la recherche scientifique s'appuyant sur une série de données couvrant la période 1971-2000. En 2020, Météo-France publie une typologie des climats de la France métropolitaine dans laquelle la commune est exposée à un climat océanique altéré et est dans la région climatique Nord-est du bassin Parisien, caractérisée par un ensoleillement médiocre, une pluviométrie moyenne régulièrement répartie au cours de l’année et un hiver froid (3 °C).
Pour la période 1971-2000, la température annuelle moyenne est de 10,3 °C, avec une amplitude thermique annuelle de 15,8 °C. Le cumul annuel moyen de précipitations est de 795 mm, avec 12,3 jours de précipitations en janvier et 7,7 jours en juillet. Pour la période 1991-2020, la température moyenne annuelle observée sur la station météorologique de Météo-France la plus proche, « Flacy », sur la commune de Flacy à 6 km à vol d'oiseau, est de 11,2 °C et le cumul annuel moyen de précipitations est de 740,8 mm. 
La température maximale relevée sur cette station est de 41,9 °C, atteinte le 25 juillet 2019 ; la température minimale est de −25 °C, atteinte le 9 janvier 1985,,.
Les paramètres climatiques de la commune ont été estimés pour le milieu du siècle (2041-2070) selon différents scénarios d'émission de gaz à effet de serre à partir des nouvelles projections climatiques de référence DRIAS-2020. Ils sont consultables sur un site dédié publié par Météo-France en novembre 2022.

## Urbanisme

### Typologie
Au 1er janvier 2024, Planty est catégorisée commune rurale à habitat dispersé, selon la nouvelle grille communale de densité à 7 niveaux définie par l'Insee en 2022.
Elle est située hors unité urbaine. Par ailleurs la commune fait partie de l'aire d'attraction de Troyes, dont elle est une commune de la couronne,. Cette aire, qui regroupe 209 communes, est catégorisée dans les aires de 200 000 à moins de 700 000 habitants,.

### Occupation des sols
L'occupation des sols de la commune, telle qu'elle ressort de la base de données européenne d’occupation biophysique des sols Corine Land Cover (CLC), est marquée par l'importance des territoires agricoles (91,7 % en 2018), une proportion sensiblement équivalente à celle de 1990 (91,9 %). La répartition détaillée en 2018 est la suivante : 
terres arables (89,2 %), forêts (5,3 %), zones urbanisées (2,9 %), zones agricoles hétérogènes (2,5 %). L'évolution de l’occupation des sols de la commune et de ses infrastructures peut être observée sur les différentes représentations cartographiques du territoire : la carte de Cassini (XVIIIe siècle), la carte d'état-major (1820-1866) et les cartes ou photos aériennes de l'IGN pour la période actuelle (1950 à aujourd'hui).

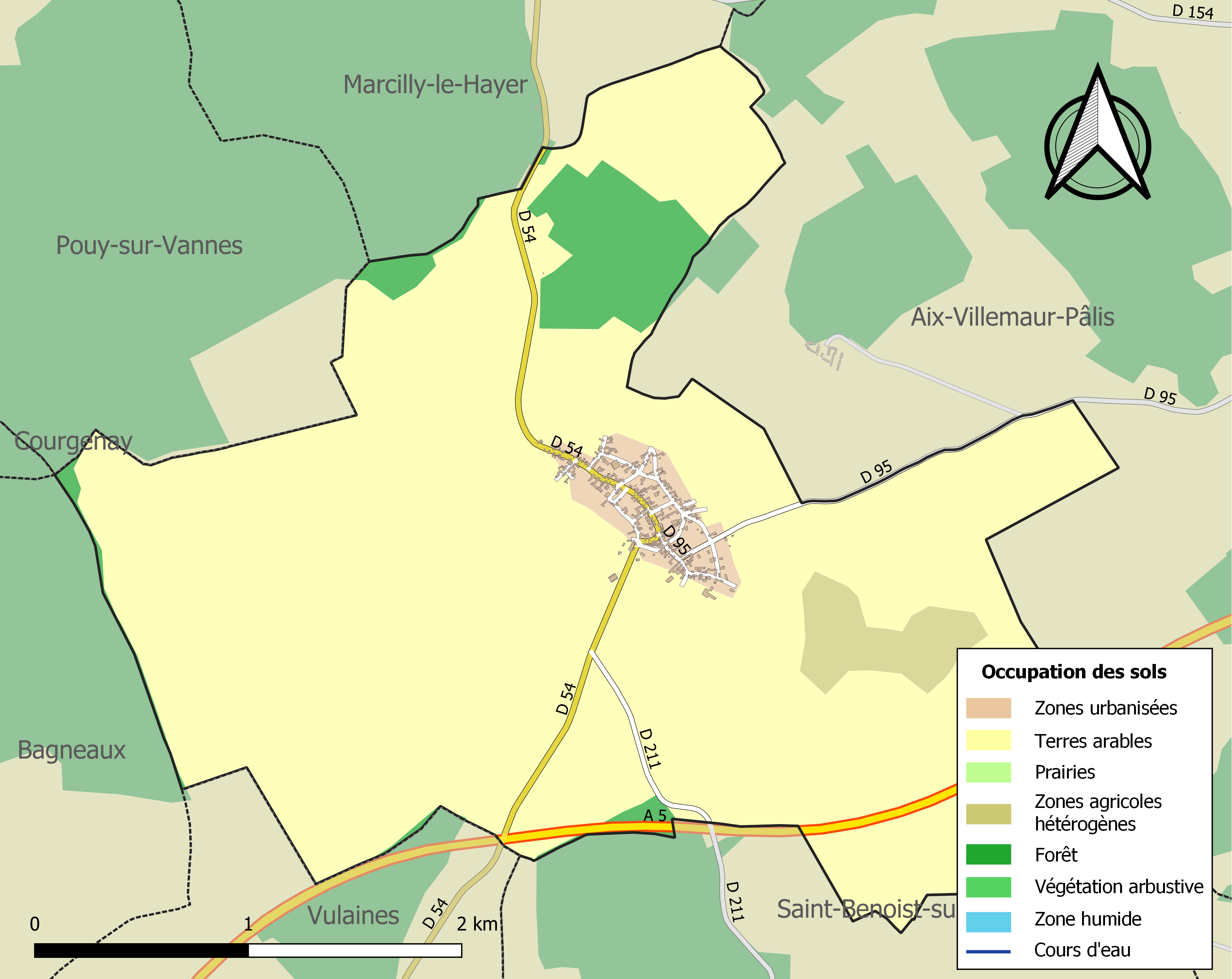
Carte des infrastructures et de l'occupation des sols de la commune en 2018 (CLC).

## Histoire
Fief qui relevait de la châtellenie de Villemaur dont le seigneur est la comte de Champagne qui recevait hommage de Thierri de Flacy en 1172 pour le fief de Planty. Le chapitre Saint-Pierre de Troyes y avait aussi des terres en 1188.
En 1789, Planty relevait de l'intendance et de la généralité de Châlons, de l'élection de Troyes, du bailliage de Sens.

## Politique et administration
| Période                                  | Période  | Identité                                     | Étiquette | Qualité  |
| ---------------------------------------- | -------- | -------------------------------------------- | --------- | -------- |
| 1977                                     | 2001     | Régine Maurissat                             |           |          |
| mars 2001                                | 2008     | Paul Chaintrier                              |           | Retraité |
| mars 2008                                | 2014     | André Rubaudo-Bruno                          |           | Retraité |
| mars 2014                                | 2014     | André Rubaudo-Bruno†                         |           | Retraité |
| juin 2014                                | En cours | Claude Lenoir Réélu pour le mandat 2020-2026 | SE        | Retraité |
| Les données manquantes sont à compléter. |          |                                              |           |          |

## Démographie
L'évolution du nombre d'habitants est connue à travers les recensements de la population effectués dans la commune depuis 1793. Pour les communes de moins de 10 000 habitants, une enquête de recensement portant sur toute la population est réalisée tous les cinq ans, les populations de référence des années intermédiaires étant quant à elles estimées par interpolation ou extrapolation. Pour la commune, le premier recensement exhaustif entrant dans le cadre du nouveau dispositif a été réalisé en 2005.

En 2022, la commune comptait 231 habitants, en évolution de −3,35 % par rapport à 2016 (Aube : +0,7 %, France hors Mayotte : +2,11 %).
| 1793 | 1800 | 1806 | 1821 | 1831 | 1836 | 1841 | 1846 | 1851 |
| ---- | ---- | ---- | ---- | ---- | ---- | ---- | ---- | ---- |
| 373  | 380  | 385  | 450  | 535  | 563  | 582  | 625  | 616  |

| 1856 | 1861 | 1866 | 1872 | 1876 | 1881 | 1886 | 1891 | 1896 |
| ---- | ---- | ---- | ---- | ---- | ---- | ---- | ---- | ---- |
| 652  | 645  | 671  | 696  | 671  | 637  | 602  | 570  | 531  |

| 1901 | 1906 | 1911 | 1921 | 1926 | 1931 | 1936 | 1946 | 1954 |
| ---- | ---- | ---- | ---- | ---- | ---- | ---- | ---- | ---- |
| 505  | 490  | 467  | 347  | 367  | 360  | 334  | 302  | 313  |

| 1962 | 1968 | 1975 | 1982 | 1990 | 1999 | 2005 | 2006 | 2010 |
| ---- | ---- | ---- | ---- | ---- | ---- | ---- | ---- | ---- |
| 276  | 256  | 217  | 177  | 144  | 168  | 179  | 180  | 211  |

| 2015 | 2020 | 2022 | - | - | - | - | - | - |
| ---- | ---- | ---- | - | - | - | - | - | - |
| 239  | 232  | 231  | - | - | - | - | - | - |

## Lieux et monuments
- L'église. De la paroisse appartenant au doyenné de Villemaur. Le premier collateur et décimateur était l'abbaye de Molesme, puis l'évêque de Troyes à partir de 1407. L'église est sous le patronage de Felix de Nole et remonte au XIIe siècle. Elle a une statue de Félix qui est du XVe siècle[20] en bois peint de blanc et doré. Un bénitier du XIIe siècle[21] carré en calcaire.
- Le monument aux morts.

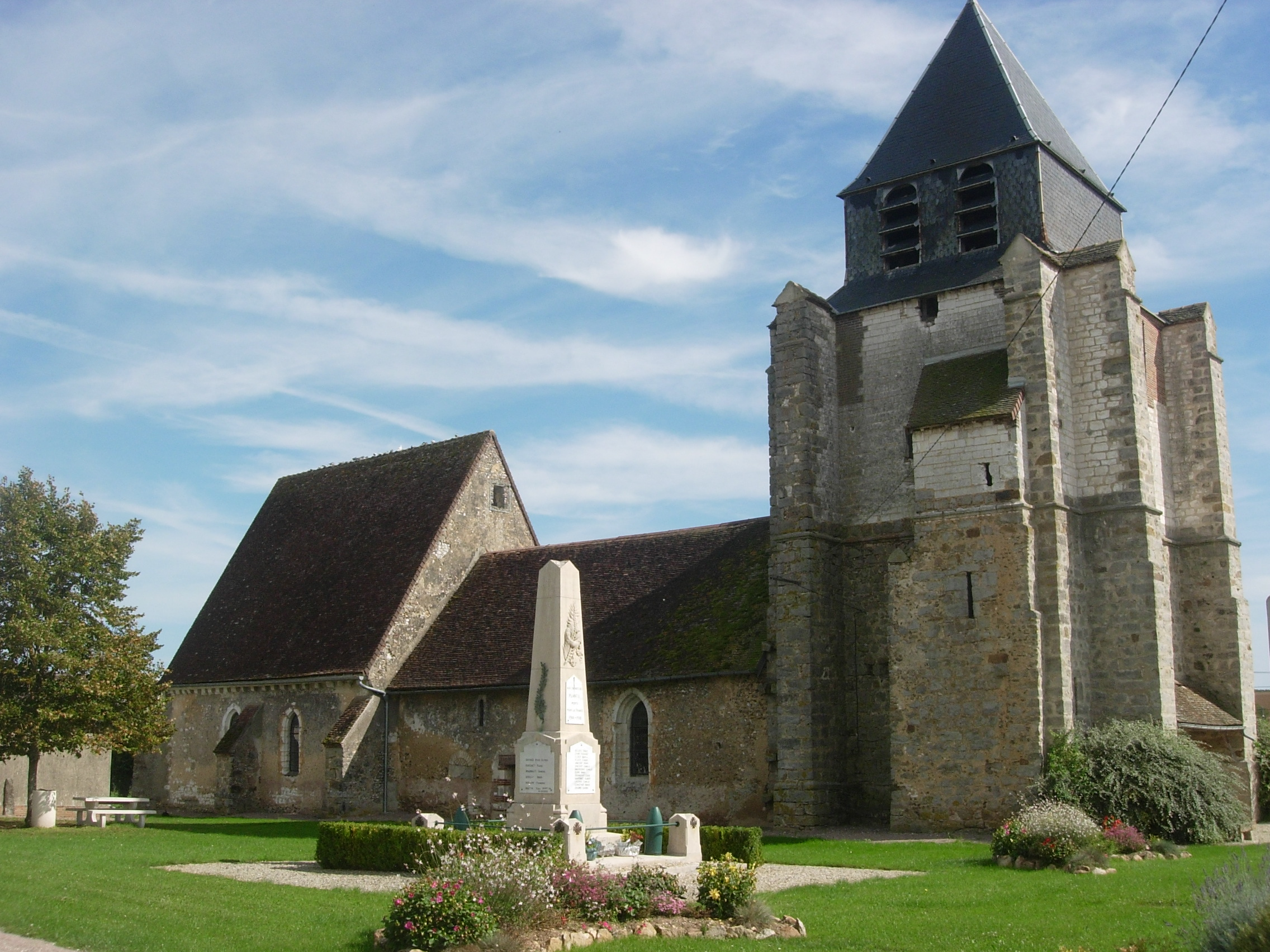
L'église de Planty.
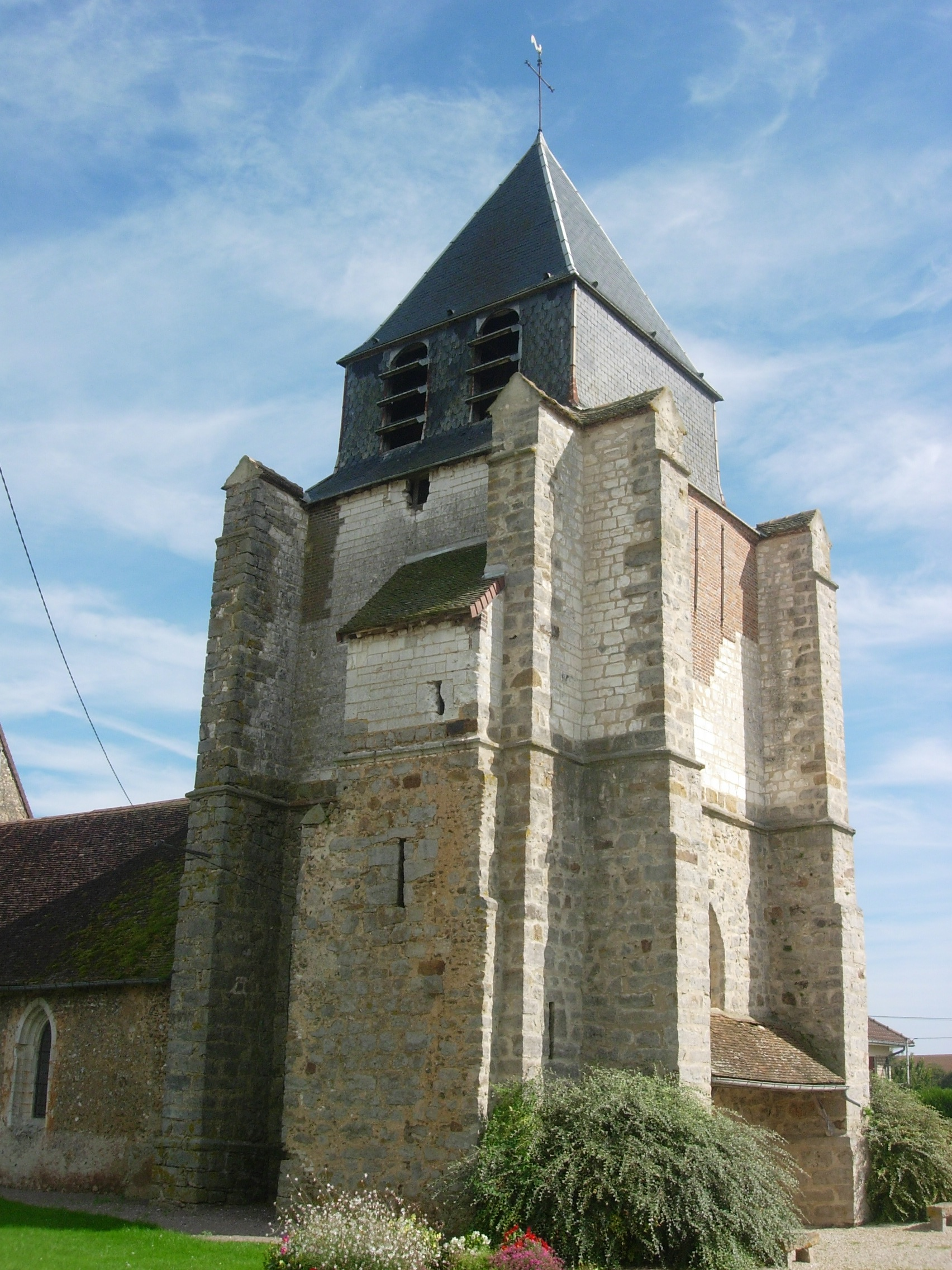
La tour de l'église.
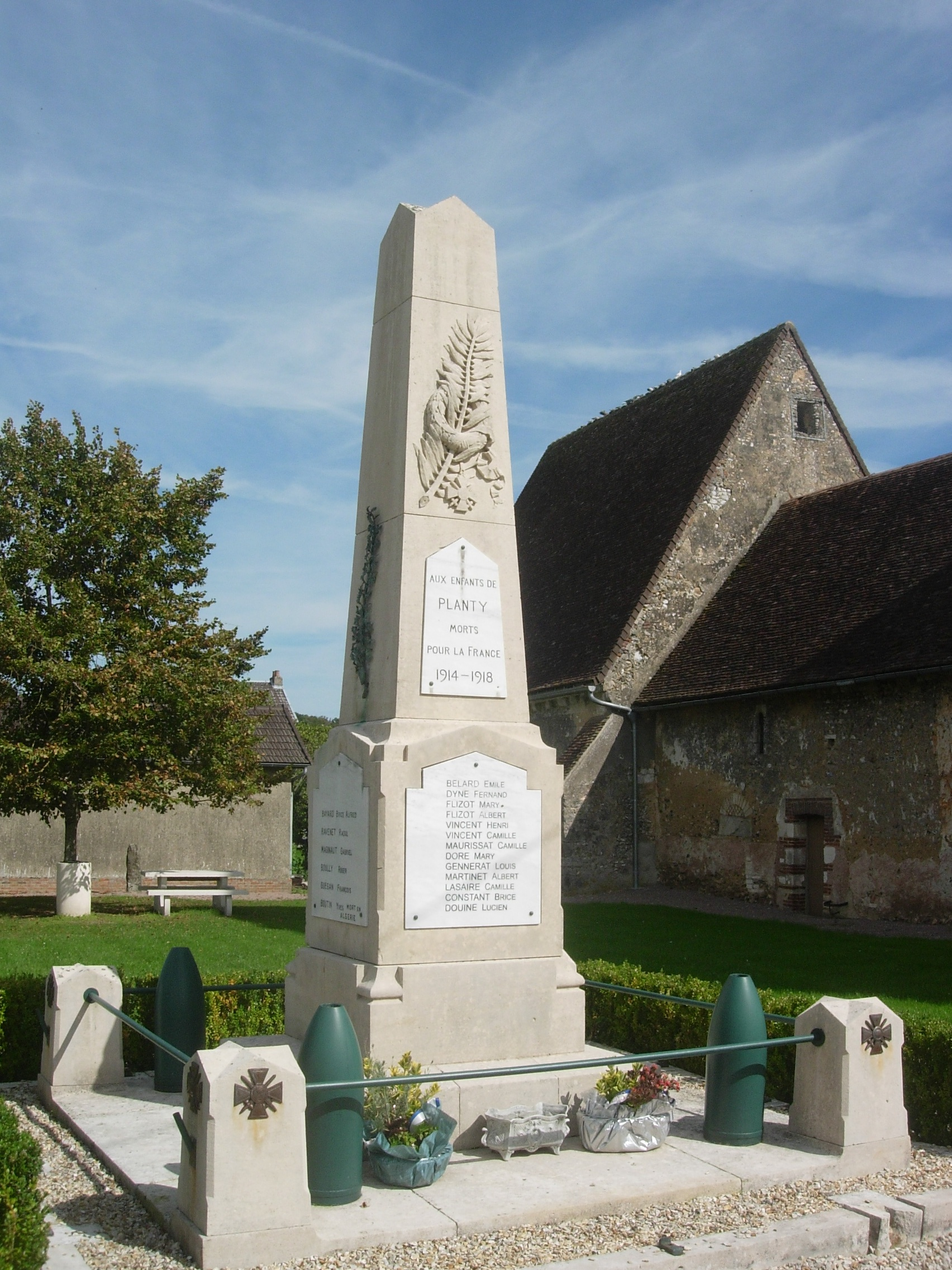
Le monument aux morts.
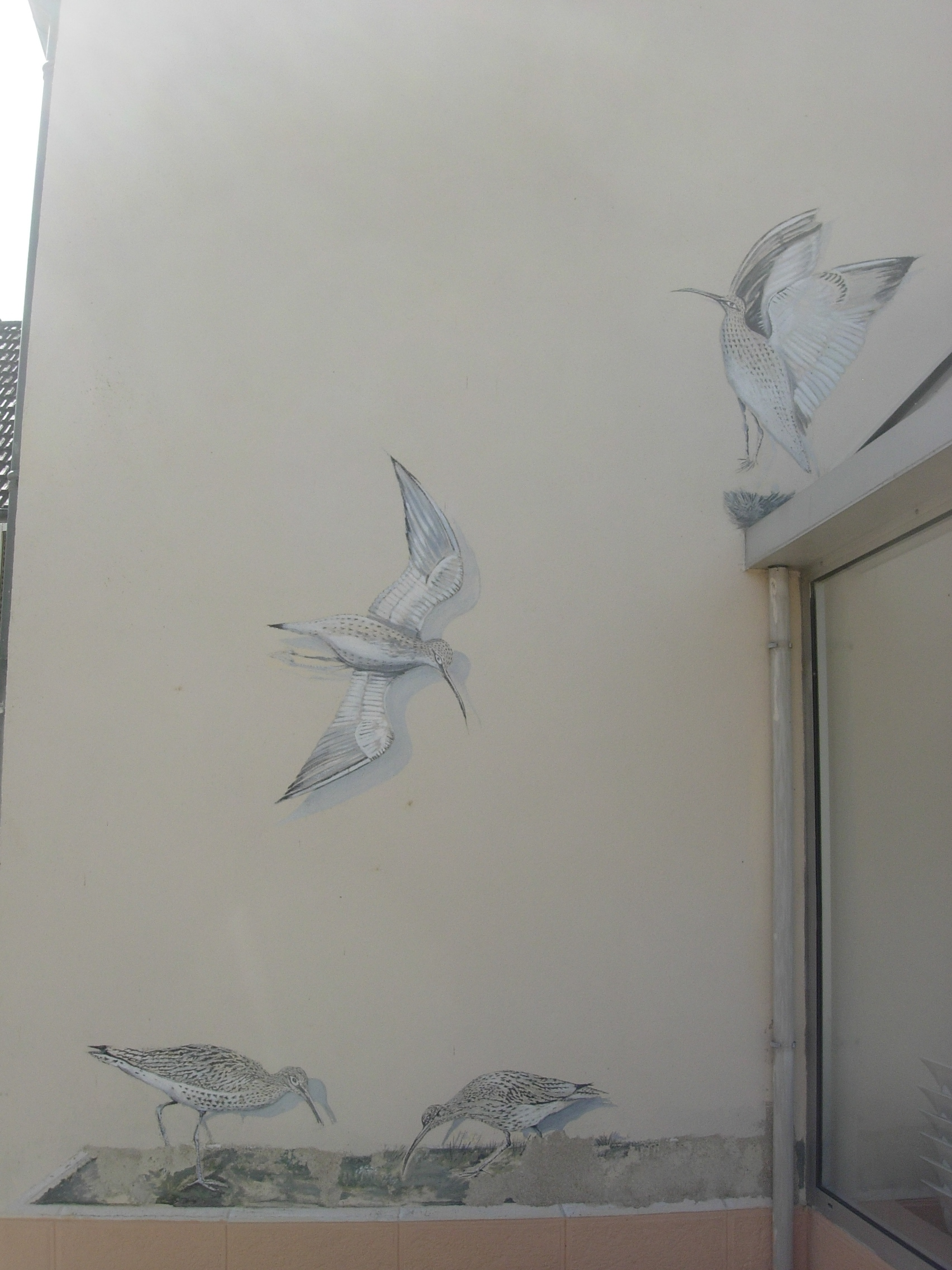
Les « courlis ».
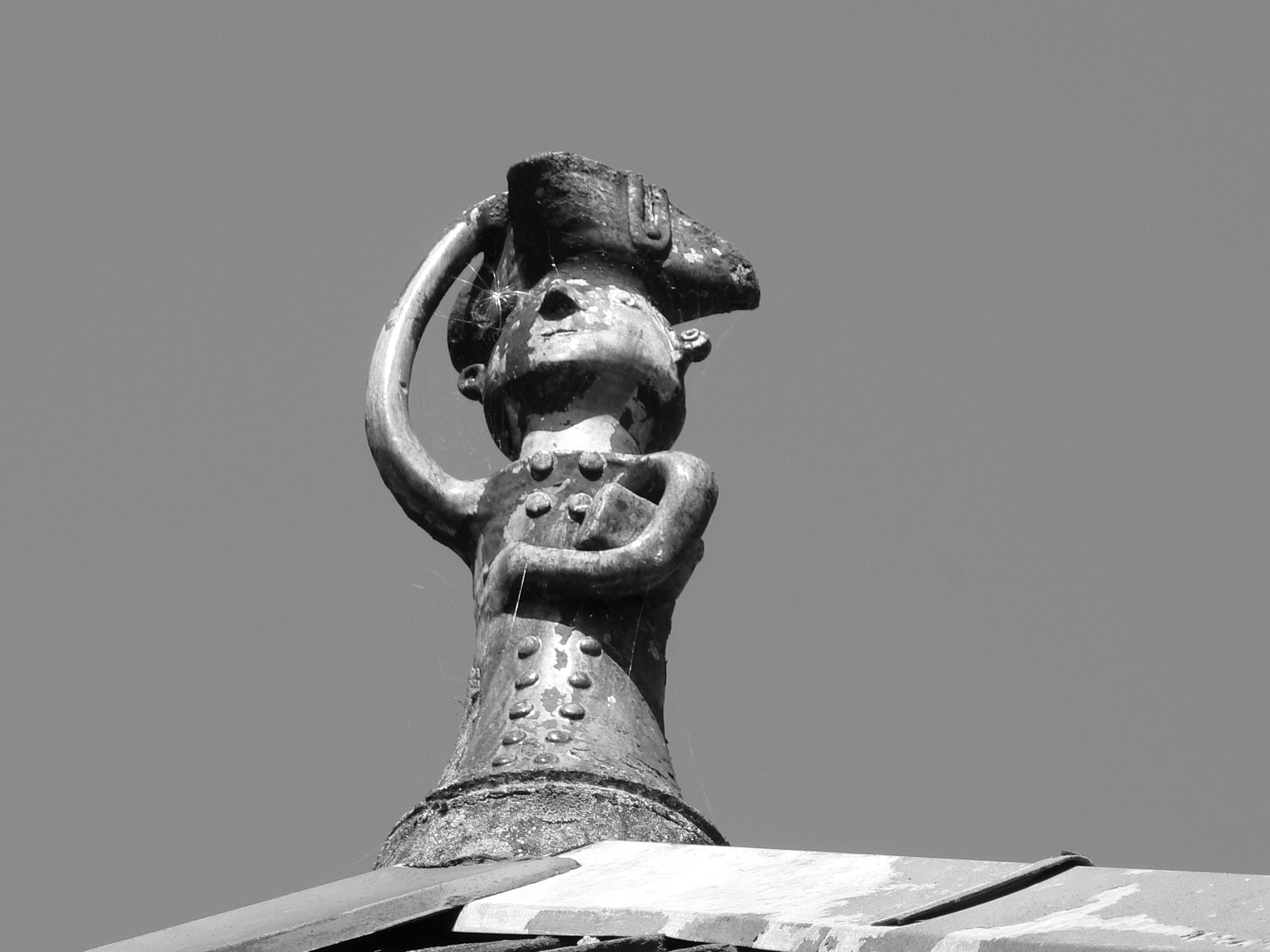
Poterie de toit.
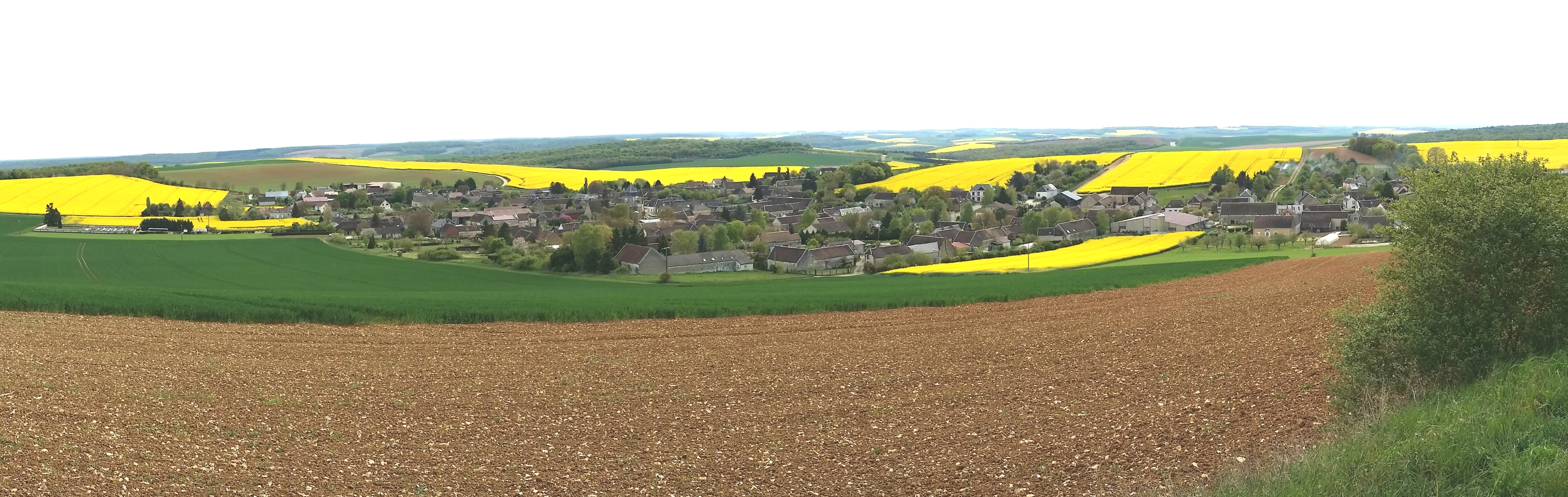
Vue panoramique.
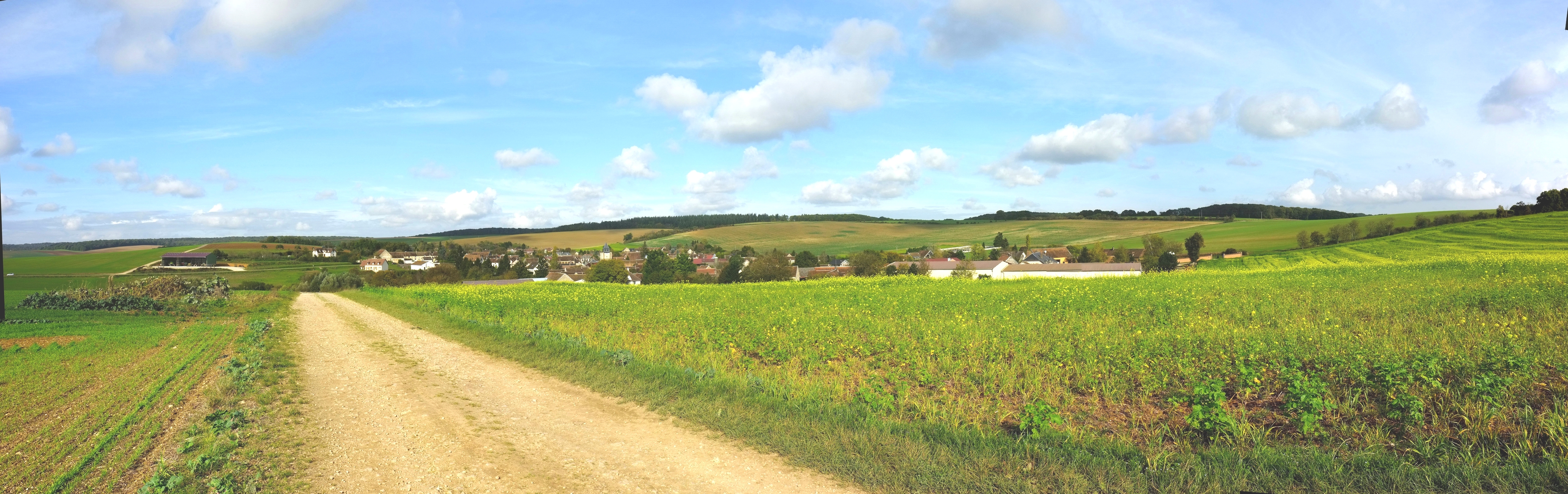
Vue panoramique.